# Carcross Desert

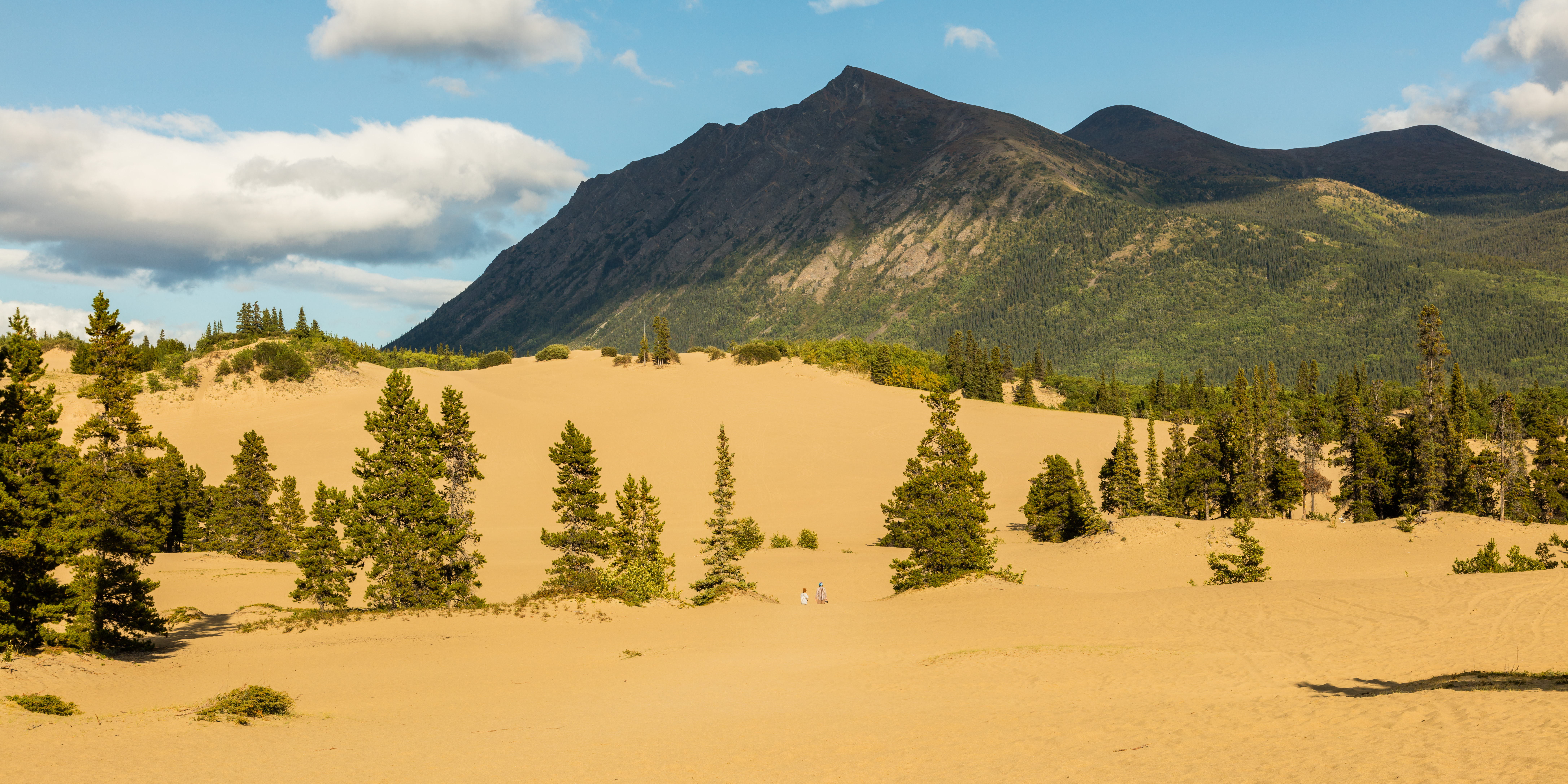
Carcross Desert

Carcross Desert je místo, ležící nedaleko obce Carcross v kanadském teritoriu Yukon, která je často označováno za nejmenší poušť světa. Ve skutečnosti však jde jen o sérii písečných dun – klima oblasti je totiž příliš vlhké, takže podle některých definic ji nelze za skutečnou poušť považovat. Písek vznikl během poslední doby ledové, kdy se ve velkých ledovcových jezerech usadil písek. Když jezera vyschla, písek na jejich místě zůstal. Oblast má rozlohu přibližně jedné čtvereční míle. Je využívána pro rekreační sandboarding a v zimě pro běh na lyžích a snowboarding. Její rozloha je 2,4 km2